# Габриел д'Арамон
Габриел дьо Люц, барон и сеньор Д'Арамон и Дьо Валабрег (Gabriel de Luetz, Baron et Seigneur d'Aramon et de Vallabregues), е френски дипломат от 16 век – посланик на Франция в двора на Сюлейман Великолепни от 1546 до 1553 г. Придружава турския султан в походите му в Персия, а през 1551 г. оказва подкрепа на турците, включвайки се с две галери в обсадата на Триполи.